# Let’s Get It Started (singel Black Eyed Peas)
Let's Get It Started − singiel amerykańskiej grupy Black Eyed Peas pochodzący z jej trzeciego albumu studyjnego Elephunk. 14 czerwca 2004 został wydany jako czwarty promujący tę płytę.

## Lista utworów
Singel CD
1. "Let's Get It Started"
2. "Let's Get It Started" (Party Mix)
3. "Let's Get It Started" (Spike Mix)

The Urbz Edycja – EP
1. "Let's Get It Started" (Spike Mix) – 3:39
2. "Ga Ra Ta Da" (wersja Simlisz) – 3:28
3. "The Sticky" – 4:39
4. "Friddy Dope" (wersja Simlisz) – 3:46

UK Single
1. "Let's Get It Started"
2. "Bridging The Gaps"
3. "Let's Get It Started" (wideoklip rozszerzony)

## Notowania
| Notowanie (2004-05)                     | Pozycja |
| --------------------------------------- | ------- |
| Australia (Top 50 Singles)              | 2       |
| Austria (Ö3 Austria Top 40)             | 18      |
| Belgia (Wallonia) (Ultratop 50 Singles) | 24      |
| Kanada (Billboard Canadian Hot 100)     | 2       |
| Holandia (Single Top 100)               | 15      |
| Wielka Brytania (Singles Top 100)       | 11      |
| Stany Zjednoczone (Hot 100)             | 21      |
| Stany Zjednoczone (Pop Songs)           | 4       |
| Stany Zjednoczone (Adult Top 40)        | 29      |